# Dorgeville
Dorgeville (voller Originaltitel: Dorgeville ou le Criminel par vertu) ist eine Kriminalgeschichte aus der Erzählungssammlung Verbrechen der Liebe (Originaltitel: Les crimes de l'amour, erschienen 1800) des Marquis de Sade.

## Kurzbeschreibung
Ein gutgläubiger, tugendhafter Junggeselle wird durch seine ihm unbekannte Schwester in die Vertuschung eines vergangenen Elternmordes und in eine inzestuöse Ehe verwickelt. Fast wird der Frischverheiratete selbst zu einem weiteren Opfer seiner Schwester und nunmehrigen Gattin.

## Inhalt
Der alleinstehende, gutgläubige Château-Besitzer Monsieur Dorgeville hat während eines längeren Amerika-Aufenthalts seine Eltern dadurch verloren, dass seine ihm unbekannte Schwester die Eltern tötete: Virginie Dorgeville hatte ihre Eltern umgebracht, da jene ihr die Heirat mit einem Büroschreiber untersagten; sie konnte mit ihrem Liebhaber fliehen, angeblich nach England, ohne allerdings wie beabsichtigt Geld mitgehen zu lassen.
Eines September-Tags will Dorgeville einen fünf Lieues entfernt wohnenden Freund besuchen, als Dorgeville „hinter einer Hecke am Wegrand ein Wimmern hörte“. Dorgeville geht dem Geräusch nach, findet „eine sehr schöne Frau, die in ihrem Arm ein soeben geborenes Kind hält“, das sie als „Frucht ihrer Entehrung“ soeben hatte töten wollen. Dorgeville nimmt sich der jungen Frau an und bringt sie samt Kind zunächst auf einem nahen Bauernhof unter. Die Frau stellt sich als Cécile vor, Tochter des Adligen Duperrier, dessen Ländereien zehn Lieues entfernt seien und der sie verstoßen hätte, da sie von einem Offizier geschwängert worden wäre, welcher inzwischen bei einem Duell getötet worden sei. Dorgeville will als „liebenswürdige[r] Tröster“ die Duperriers miteinander versöhnen, was Cécile für zwecklos hält; dennoch gibt sie Dorgeville einen versiegelten Brief für den Duperrier-Diener Saint-Surin mit. Dorgeville macht sich zu den Duperriers auf, übergibt Saint-Surin den versiegelten Brief, nach dessen Lektüre Saint-Surin mit „fast unbeherrschter Erregung“ reagiert, Dorgeville zu den Duperriers vorlässt, wo Dorgeville erst an „den Geist dieser Leute“ appelliert, dann an „ihr Herz“, damit sie Cécile wieder aufnehmen, von der sie sich „entehrt“ fühlen. Dorgeville scheitert, erklärt Saint-Surin bei der Abreise sein Scheitern und dass er bei Cécile „die Vaterstelle einnehmen“ werde, woraufhin Saint-Surin „weinend die Knie von Dorgeville“ umfasst und ihn bittet, „ihm die Antwort auf das Schreiben von Cécile übergeben zu dürfen.“ Dorgeville begibt sich zu Cécile zurück, gibt ihr Saint-Surins Brief, nimmt sie mit auf sein Château, wo ihm Cécile mitteilt, „daß sie nicht vor aller Öffentlichkeit in dem Asyl wohnen wolle, das er ihr gewähre: obwohl es fast fünfzehn Lieues von dort bis zum Schlosse ihres Vater wäre, läge dies doch nicht weit genug, daß man nicht befürchten müsse, erkannt zu werden“, was auch für Dorgeville unangenehme Folgen haben könnte. Folglich wird Céciles Aufenthalt verheimlicht. Dorgeville beginnt sich in die junge Frau zu verlieben, die sich ihm gegenüber in „den Banden meiner Dankbarkeit“ fühlt: „alle Eigenschaften, die Dorgeville in einer Frau sehen wollte, trafen sich in Mademoiselle Duperrier“, und Cécile ihrerseits richtet auf Dorgeville „zärtliche und sehnsüchtige Blicke […], die noch ein wenig mehr als Dankbarkeit zeigen.“
Dorgeville reist zwei Monate nach dem ersten Treffen abermals zu den Duperriers, um ihnen seine ehelichen Absichten mit Cécile zu erklären. Die Duperriers zeigen sich über die Heiratsabsichten erstaunt, obgleich Dorgeville diese auch rational rechtfertigen kann: „Ich hege mehr Vertrauen für eine Frau, die das Unglück kennt und darüber Reue empfindet, als für eine Frau, die sich noch niemals etwas vorzuwerfen hatte, bevor sie sich verheiratete. Die eine kennt den Abgrund und vermeidet ihn, die anderen glaubt in ihm Blüten verborgen und stürzt sich hinein.“ Letztlich aber reagieren die Duperriers gleichgültig: „da wir auf unsre Autorität über Cécile verzichtet haben, indem wir sie verfluchten, sie verleugneten, wie wir es getan haben und wie wir es weiterhin tun werden, haben wir nicht mehr die Berechtigung, darüber zu bestimmen“, wen Cécile heirate: „Seien Sie, solange es Ihnen gefällt, der Ehemann einer Dirne!“ Dorgeville, in seinem versöhnenden Ansinnen abermals erfolglos, erklärt bei seiner Abreise auch Saint-Surin seine Absicht, Cécile am Folgetag zu heiraten, feiert Hochzeit mit Cécile. „Jedoch die jung Verheiratete verläßt immer noch nicht ihren Zufluchtsort: sie erklärt ihrem Mann, daß wegen der Entzweiung mit ihrer Familie es die Dezenz verlangt, nur wenige Menschen zu sehen. […] Während dieser Zeit versteht es die geschickte Cécile, ihren Mann zu überreden, das Gebiet von Poitou zu verlassen“, und derweil Dorgeville sich nach einem Landsitz bei Amiens umtut, taucht Saint-Surin auf und behauptet, „daß die Wärme, mit der er die Interessen von Cécile verfochten habe, ihn seine Stellung gekostet hätte“ bei den Duperriers; Dorgeville nimmt Saint-Surin als Diener bei sich auf. Kurz vor der endgültigen Abreise gen Amiens allerdings dringen fünf Polizisten in Dorgevilles Château ein, Saint-Surin in Ketten mit sich führend, Cécile verhaftend: Saint-Surin und Cécile sollen nach Poitiers gebracht und dort hingerichtet werden. Cécile gesteht ihrem Ehegatten ihre wahre Identität als Virginie Dorgeville: Sie habe ihren Bruder Dorgeville nach dem Amiens-Umzug umbringen wollen, um auf diesem ehelichen Umwege endlich an das elterliche Erbe zu kommen, zieht ein Paket Gift hervor, das Saint-Surin ihr besorgt habe. Cécile/Virginie erklärt, nach der dem Elternmord folgenden gemeinsamen Flucht habe sich ihr Geliebter, der Büroschreiber (Saint-Surin), bei den Duperriers angedient, während sie selbst in einem Nachbardorf gelebt habe: „Dort sah er mich heimlich, und während dieser Zeit sah mich niemand außer der Frau, bei der ich wohnte. – Diese Art zu leben langweilte mich […]. Saint-Surin war schon einverstanden, daß ich andre Abenteuer suchte. Aber ich war schwanger; ich mußte mich meiner Last entledigen. Saint-Surin wollte mich für meine Niederkunft in ein weiter entferntes Dorf schicken“, die dann allerdings auf dem Weg erfolgte, wobei dann Dorgeville aufgetaucht wäre und sich höflich vorgestellt habe. Virginie hätte daraufhin spontan die Identität Cécile Duperriers angenommen: Jene „hatte sich gerade von zu Hause entfernt, um sich der Bestrafung und der Schande zu entziehen wegen eines Fehltritts, den sie mit einem Liebhaber begangen hatte und der sie in den gleichen Zustand wie mich versetzt hatte. Da ich genau über alle Umstände informiert war, beschloß ich, deren Rolle zu spielen. Zweier Dinge war ich sicher: daß sie nicht wieder erschiene und daß ihre Eltern, selbst wenn sie sich ihnen zu Füßen geworfen hätte, ihr nie verziehen hätten.“ Zum Abschluss und kurz bevor sie eine Gelegenheit nutzt, ihr eigenes Kind doch noch umzubringen, verhöhnt Cécile/Virginie ihren Bruder und Ehemann, dass sie „in Ihren Armen die Vergnügungen des Inzests genoß und sich alle Tage […] diesem Ungeheuer [Saint-Surin] hingab, seit dem Augenblick, da das Übermaß Ihres Mitleids ihn unvorsichtigerweise zu uns kommen hieß“. Cécile/Virginie und Saint-Surin werden abgeführt und hingerichtet, „Dorgeville überließ nach einer schweren Krankheit seinen Besitz einigen wohltätigen Häusern, verließt Poitou und zog sich nah La Trappe zurück, wo er nach zwei Jahren starb“.

## Textanalyse
Bei Dorgeville handelt es sich um eine auktorial erzählte Kriminalnovelle. Der Zeitrahmen der Kernhandlung von Dorgeville umfasst rund sechs Monate während des Ancien Régime. Ort der Handlung ist die Region um Fontenay-le-Comte.

### Figuren
Haupt- und Titelfigur
Der „Sohn eines reichen Handelsmannes aus La Rochelle“ wurde mit „noch nicht zwölf Jahren“ zu seinem amerikanischen Onkel geschickt. Mit 22 Jahren hat Dorgeville das Unternehmen seines amerikanischen Onkels geerbt und binnen drei Jahren ruiniert, da er für treulose Freunde gebürgt hatte. Nach der Ermordung seiner Eltern durch seine ihm unbekannte Schwester Virginie kehrt er im Alter von mindestens 30 Jahren nach Frankreich zurück und lässt sich mit dem Vermögen auf einem Landsitz bei Fontenay nieder, um sich als öffentlicher Wohltäter hervorzutun, und „jeder segnete seinen Namen und sprach aus vollem Herzen: Hier ist ein Mann, den die Natur dazu bestimmt hat, uns für alle Böswilligkeiten zu entschädigen“. Da Dorgeville sich von „körperlichen Reizen […] wenig begünstigt“ fühlt, aber auch nicht seines Geldes wegen geheiratet werden möchte, sucht er eine Ehefrau, die ihm anderweitig verpflichtet ist, beispielsweise durch Dankbarkeit. Zwar besitzt Dorgeville einen „gesunden Menschenverstand, […] eine erstaunlich zartfühlende Seele und einen freien, verständnisvollen und aufrichtigen Charakter“, doch er ahnt nicht, dass „sich hinter der scheinbar unschuldigen Cécile seine verbrecherische Schwester Virginie verbirgt“, über die Gerüchte besagen, sie sei im Anschluss an den Elternmord nach England geflohen. Dass Dorgeville hinsichtlich der guten Absichten seiner Mitmenschen grundsätzlich zu zuversichtlich ist, wird somit zum Fundament seiner unbewussten Verwicklung in die Vertuschung eines Verbrechens.
Nebenfiguren (Auswahl)
- Virginie Dorgeville (vermeintlich: Cécile Duperrier): Die Elternmörderin und verhinderte Bruder-/Gatten-Mörderin ist eine Schönheit mit einem bezaubernden Gesicht[3] und mindestens 12 Jahre jünger als Dorgeville.[1]
- Saint-Surin: Der Geliebte von Virginie, „der ein schlauer Junge zu sein schien und ein angenehmes Gesicht hatte“,[5] war erst Büroschreiber bei den Dorgeville-Eltern[1] und dann Diener beim Ehepaar Duperrier,[5] ehe er in den Dienst von Virginies Ehemann/Bruder Dorgeville tritt.[12]
- Ehepaar Duperrier: Diese adligen Eheleute sind „beide etwa fünfzig Jahre alt“[5] und bekommen von Dorgeville „Herzen aus Eisen“[9] bescheinigt. Das Ehepaar sieht in ihrer Tochter Cécile „ein Wesen ohne Seele und ohne Haltung“[26] und fühlt sich durch Cécile nicht nur entehrt: Die Eheleute unterstellen ihrer Tochter außerdem, dass sie sie nicht liebe, denn sie habe alle elterlichen Warnungen in den Wind geschlagen: „Eine Tochter, die ihre Eltern liebt, führt sich nicht in dieser Weise auf.“[26]

### Themen
Im Original mit dem „ironischen“ Untertitel Der Verbrecher aus Tugend versehen, thematisiert Dorgeville die These, dass übertriebene Tugend eine Person verletzbar machen und außerdem das Verbrechen fördern kann. Zu der Ironie des Textes gehört es auch, dass Dorgeville den Duperriers gegenüber feststellt, dass ihr „von der entschuldbarsten Verfehlung“ abhängiger Ehr-Begriff „zu den größten Verbrechen beiträgt“, im gleichen Moment aber seinerseits kurz davor steht, durch seinen Tugend-Begriff ein großes Verbrechen zu decken, ohne sich dessen bewusst zu sein.
Ein weiteres Thema ist Sozialkritik an über ihre Kinder herrschenden Eltern: In der Kriminalnovelle Dorgeville wird „bei genauerer Betrachtung die These vertreten, daß eine zu enge Sexualmoral Töchter zu Mördern werden läßt.“ Der Elternmord an den die töchterliche Heirat verweigernden Dorgeville-Eltern „versinnbildlicht die Auflehnung der Tochter gegen die bestehende Ordnung; das auslösende Moment der schreckenerregenden Novellenhandlung und ihrer finalen Katastrophe ist in diesem Sinn also in der Rebellion der Tochter zu sehen, die sich durch den Mord an den Eltern gegen die Zwänge und Konventionen einer patriarchalischen Familien- und Gesellschaftsordnung auflehnt, in der die Eltern, besonders aber die Väter, über ihre Töchter, deren Gefühle, Liebe, Sexualität bestimmen dürfen, wie es ihnen beliebt.“ Auch an allen nachfolgenden Vergehen Virginies und Saint-Surins (viermonatiger Geschwister-Inzest, Mordversuch, Kindesmord) sind in dieser Deutung „im Grunde die durch die Eltern repräsentierten gesellschaftlichen Zwänge und Konventionen schuld […], die dem nur natürlichen Liebesbedürfnis einer jungen Frau keinen Raum lassen.“ Diese Deutung des Textes erhält Nahrung unter anderem in einer Textstelle, in der Dorgeville zu den ehrpusseligen Duperriers sagt: „Sehr gefährliche Grundsätze sind das, die eine Tochter bestrafen, deren einziges Unrecht darin bestand, empfindsam zu sein! Solcher Art sind die Mißbräuche, die gefährlichen, die zur Ursache für so schreckliche Mordtaten werden!“ Offen bleibt, ob mit dieser Äußerung der geplante Mord an dem vermeintlichen Duperrier-Enkelkind gemeint ist oder ob Dorgeville an seine Schwester denkt und an das, was diese nach der verweigerten Heiratsgenehmigung tat.